# V6 LIVE TOUR 2013 “Oh! My! Goodness!”
『V6 LIVE TOUR 2013 “Oh! My! Goodness!”』（ブイシックス・ライブ・ツアー 2013 “オー!マイ!グッドネス!”）は、2013年3月9日-5月26日に開催されたV6のライブDVD。2013年11月27日にavex traxより発売された。

## 概要
V6の全国ライブツアー「V6 LIVE TOUR 2013「“Oh! My! Goodness!”」」（2013年3月9日-5月26日）を映像作品化したもので、東京・代々木第一体育館の公演を完全収録してある。
「初回生産限定盤A デジパック仕様(DVD 4枚組)」、「初回生産限定盤B デジパック仕様(DVD 4枚組)」、「通常盤 (DVD 2枚組)」の3形態でリリース。

## チャート成績
2013年12月9日付オリコン週間DVDランキングで初週4.7万枚を売上げ、総合首位を獲得した。総合首位獲得は7作連続9作目であり、歴代3位タイ（当時）。また通算首位獲得数も歴代3位タイ（当時）となった。
Blu-rayは2016年2月29日付オリコン週間BDランキング19位にランクインした。

## 収録内容

### 本編映像
※Blu-ray盤ではDISC 1にまとめて収録。

#### DISC 1
1. fAKE
2. FLASH BACK[5]
3. Hands UP! OK?
4. Darling
5. 本気がいっぱい
6. バリバリBUDDY!
7. 大人Guyz
8. 愛をこめて
9. 親愛なる君へ
10. Sexy.Honey.Bunny!
11. BING♂
12. D.I.S.
13. Supernova

#### DISC 2
1. Maybe
2. 線香花火
3. エキゾチック・トリップ
4. POISON PEACH
5. ROCK YOUR SOUL
6. kEEP oN.
7. HONEY BEAT
8. 翼になれ
9. 愛なんだ
10. ミュージック・ライフ
11. スピリット
12. グッデイ!!
13. 愛のMelody
14. Believe Your Smile
15. サンダーバード-your voice-
16. UTAO-UTAO
17. Swing!

### 特典映像

#### 初回生産限定盤A

##### DISC 3
1. ツアードキュメンタリー映像

##### DISC 4
1. 全国MCベストセレクション

#### 初回生産限定盤B「V6 星に願いを」

##### DISC 3
1. あなたのお願い叶えます！

##### DISC 4
1. spin off the other side of 星に願いを

#### 通常盤・Blu-ray盤「MULTI ANGLE COLLECTION」
※通常盤ではDISC 2、Blu-ray盤ではDISC 1に収録。
1. BING♂
2. D.I.S.